# Kappa (família de foguetes)

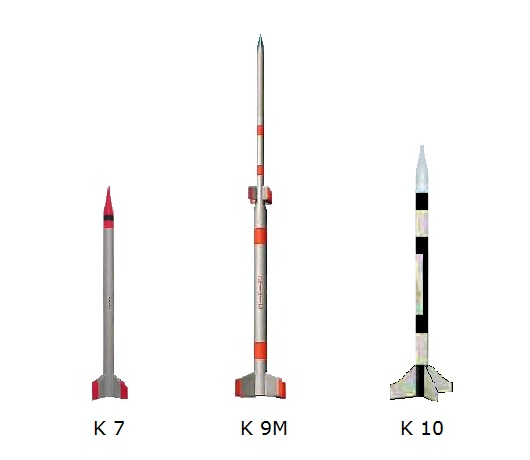
Três modelos da família Kappa de foguetes.

Kappa, foi também o nome atribuído a uma família de foguetes de sondagem nativos do Japão, desenvolvidos a partir de meados da década de 50. 

## Origens
Logo depois da Segunda Guerra Mundial, liderados por Hideo Itokawa (projetista dos caças Hayabusa e Shoki), os japoneses começaram a se interessar por foguetes.
Mas apenas em 1953, depois de uma estadia nos Estados Unidos e de um seminário para alguns engenheiros de empresas importantes, o Sr. Itokawa conseguiu algum tipo 
de suporte para suas ideias. Ele ajudou a criar o grupo de pesquisas Avionics and Supersonic Aerodinamics (AVSA) na Universidade de Tóquio no início de 1954. Esse 
grupo, conseguiu fundos de empresas privadas e do governo, e evoluiu para o Institute of Space and Astronautical Science (ISAS).
Tendo o necessário suporte financeiro e humano, a equipe do Sr. Itokawa desenvolveu os motores que dariam origem aos primeiros foguetes japoneses: Pencil, Baby,
Kappa, Lambda e Mu. O grupo AVSA, acabou envolvido com as atividades do Ano Geofísico Internacional, e tinha como meta, um foguete que conduzisse uma 
carga útil científica de 20 kg a altitudes entre 60 e 100 km antes de 1958. O plano original, era: depois de testes com os modelos Pencil e Baby, evoluir passo 
a passo, com as famílias: Alpha, Beta, Kappa e Omega. Mas com a premência de tempo, o grupo foi forçado a ir direto para a série Kappa, a partir de 
1956.

## Modelos
Kappa-1, 2 e 3
Os primeiros três modelos da série, K-1, K-2 e K3, usavam o mesmo combustível de base dupla usado nos foguetes da série Baby. O motor K-1, com 128 mm de diâmetro,
tinha uma aceleração de 25G. O modelo K-3, foi o primeiro de dois estágios da série. O combustível sólido de base dupla, não podia ser produzido nos formatos desejados, o
limite máximo eram tubos de 1 cm de diâmetro, portanto vários precisavam ser agrupados em paralelo para formar um motor de maior diâmetro.
Kappa-4, 5 e 6
Diferente dos modelos anteriores, os modelos K-4, K-5 e K-6, usavam combustível composto, que permitia ser moldado conforme as necessidades, além de permitir um invólucro
(ou envelope), mais leve. Apesar de alguns problemas técnicos e explosões eventuais, esse tipo de motor foi posto em uso regular em apenas um ano. Em junho de 1958, o
grupo teve êxito em atingir as metas para o K-6, atingindo a altitude de 60 km. Esse modelo, tinha 5,4 m de altura, 25 cm de diâmetro no primeiro estágio e 255 kg.
Com isso, o Japão estava apto a participar do Ano Geofísico Internacional, podendo pesquisar o vento, a temperatura e os raios cósmicos na atmosfera superior.
Kappa-7
O modelo K-7 foi um experimento com um motor de maior diâmetro. Voou apenas uma vez em 18 de novembro de 1959, tinha 8,7 m de altura, diâmetro de 42 cm, massa de 1.200 kg.
Nesse único voo, ele atingiu 50 km de altitude.
Kappa-8
Em seguida, o pessoal do grupo AVSA, desenvolveu um modelo consideravelmente maior, o K-8, que usava um motor de 42 cm de diâmetro no primeiro estágio e um outro
de 25 cm de diâmetro (o mesmo do K-6), no segundo. Um novo tipo de combustível sólido (tipo silfídeo) foi usado, uma nova tubeira metálica e novas técnicas de soldagem na
câmara de combustão. Em setembro de 1960, o terceiro K-8 teve sucesso em coletar dados dos raios cósmicos e da ionosfera na presença de cientistas da NASA.
Kappa-9
Em 1964, O grupo AVSA e o Institute of Aeronautics foram fundidos criando o Institute of Space and Aeronautical Science (o antigo ISAS), e este, iniciou o
desenvolvimento de uma nova série de foguetes, entre eles o K-9. Este era um modelo de dois estágios baseado no K-8. Foram implementadas duas variações dele: a 9M
e a 9L, sendo esta última uma experiência com três estágios que só voou 2 vezes. O modelo K-9M, com 11 m de altura, 42 cm de diâmetro no primeiro estágio e 1.500 kg
de massa total, conseguia conduzir cargas úteis de 50 kg a 350 km de altitude. Mais de 80 lançamentos do K-9M foram efetuados entre novembro de 1962 e janeiro de 
1988.
Kappa-10
O modelo K-10, foi uma experiência de um foguete de dois estágios usando em cada um o mesmo motor do primeiro estágio do K-9M. Ele tinha 9,8 m de altura, diâmetro de
42 cm nos dois estágios, e 1.800 kg de massa total, chegando a atingir 742 km de altitude. Foram efetuados apenas 15 lançamentos desse modelo entre novembro de 1965
e agosto de 1980.